# Kosbrunn

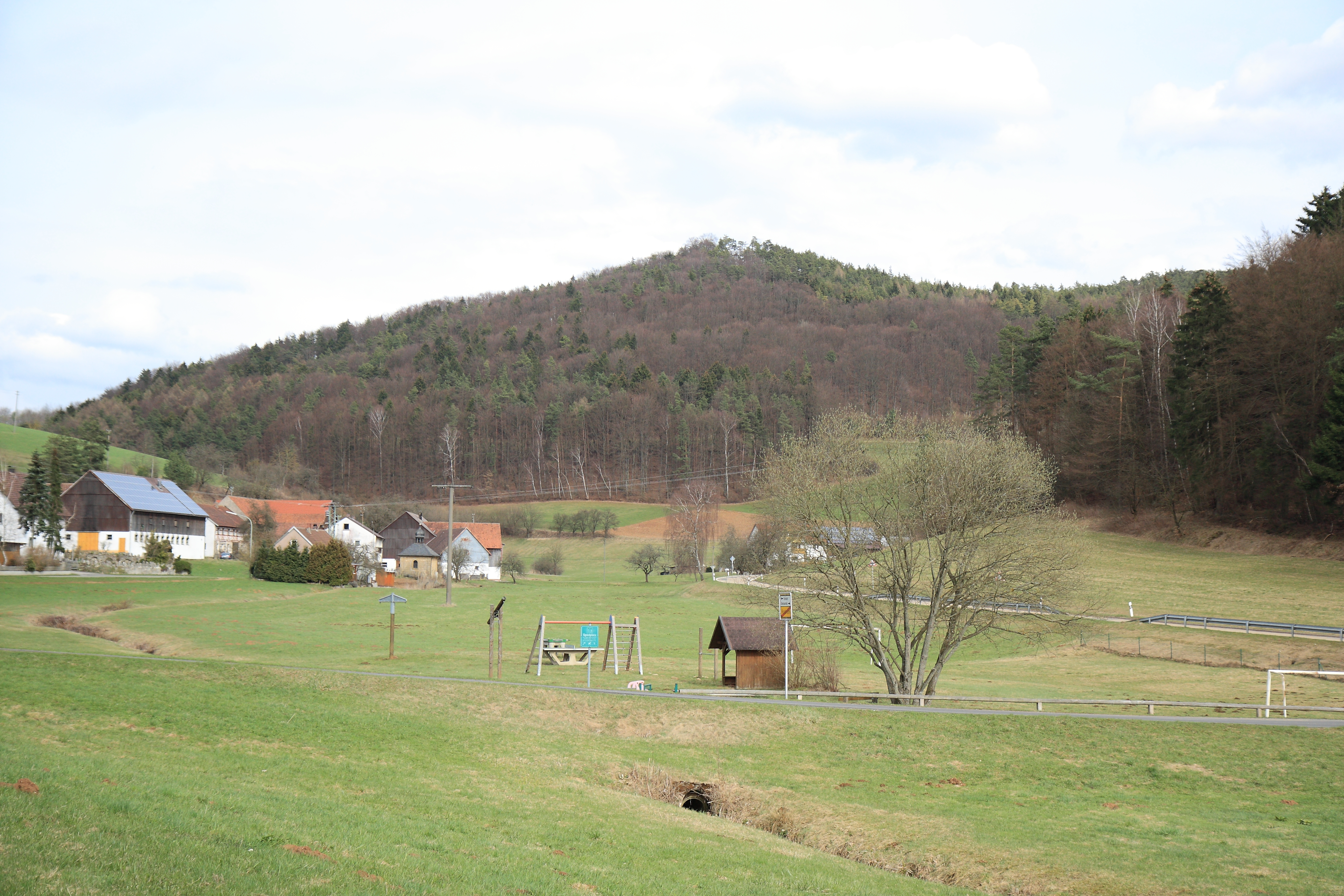
Teil von Kosbrunn mit dem Wartberg im Hintergrund

Kosbrunn ist ein Gemeindeteil der Stadt Pegnitz im Landkreis Bayreuth (Oberfranken, Bayern). Kosbrunn liegt in der Gemarkung Büchenbach.

## Lage
Das Dorf ist jeweils etwa fünf Kilometer von Pegnitz und Pottenstein entfernt und liegt am Fuße des höchsten Berges der Fränkischen Schweiz, des Kleinen Kulms (624 m).

## Geschichte
Der Ort wurde 1323 als „Kaczprunne“ erstmals urkundlich erwähnt.
Die ehemalige Burg Wartberg stand etwa 160 Meter über dem Ort Kosbrunn auf 608 Meter Höhe auf einer bewaldeten Dolomitfelskuppe des Warenberges.
1829 hatte der Ort 57 Einwohner. Die Geographische Beschreibung des Erzbisthums Bamberg von 1833 nennt Kosbrunn als „Weiler am Fuße eines Berges, auf welchem die Ruinen des Schlosses Wernberg zu sehen sind, mit 11 H(äusern) und 68 S(eelen)“ Der Weiler gehörte zur Gemeinde Büchenbach und wurde mit ihr zusammen am 1. Juli 1972 in die Stadt Pegnitz eingegliedert.
2010 wurde der Ortskern für etwa 500.000 Euro saniert, der Spielplatz neu modelliert und das alte Gefrierhaus durch ein Dorfgemeinschaftshaus ersetzt. Das Dorfkreuz wurde umgesetzt und die Kapelle renoviert.

## Baudenkmäler

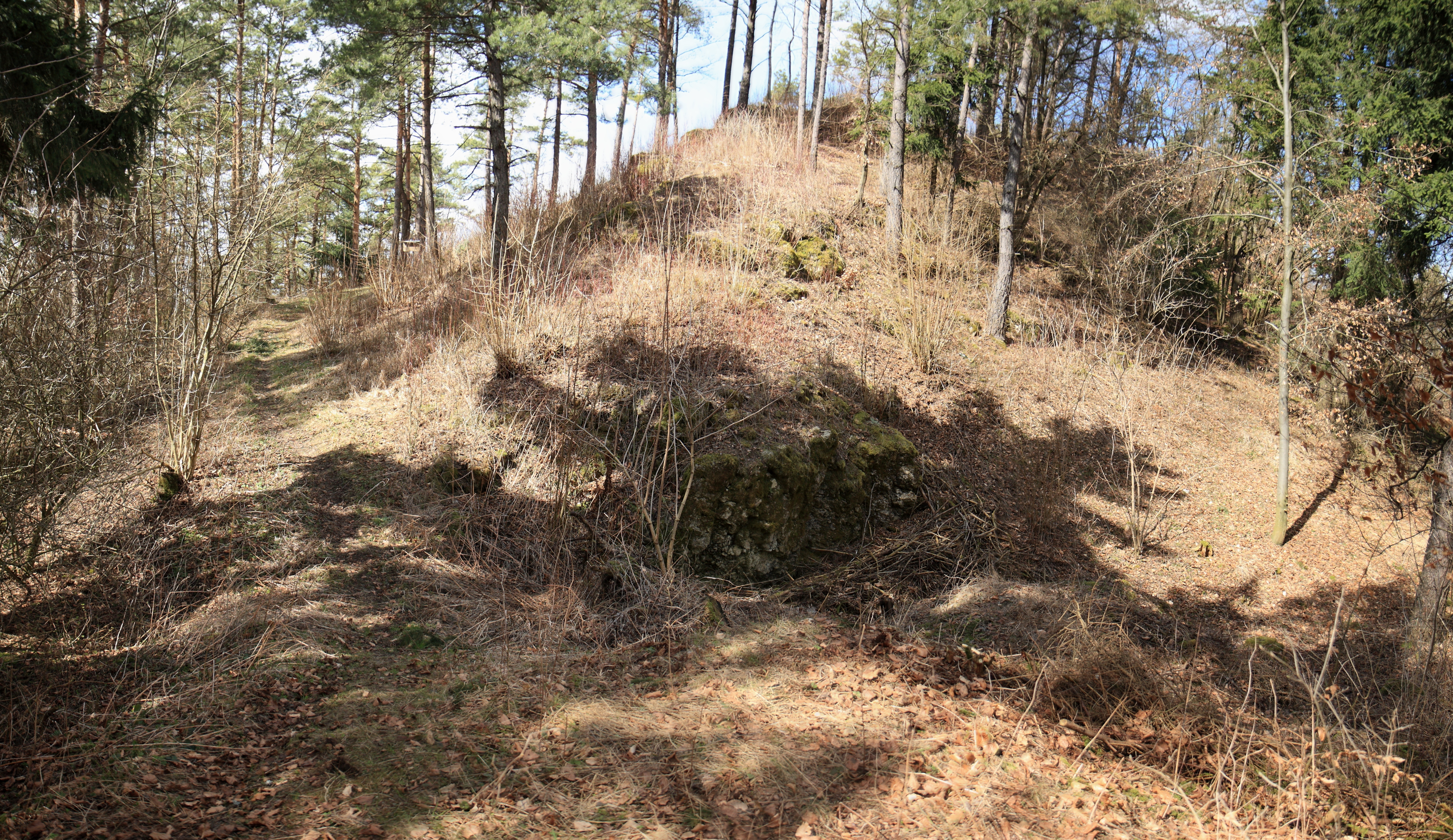
Der Burgfelsen des Burgstalles Wartberg